# Ayumi Hamasaki Songs meet Princess China Music Orchestra
『Ayumi Hamasaki Songs meet Princess China Music Orchestra』（アユミ・ハマサキ・ソングズ・ミート・プリンセス・チャイナ・ミュージック・オーケストラ）は、揚琴のツァオ・シァ、二胡のツォウ・ティンティン、琵琶のリュウ・フォンからなるPrincess China Music Orchestraの1枚目のカヴァー・アルバムである。2004年9月29日にエイベックス・マーケティング・コミュニケーションズよりリリースされた。

## 解説
日本の歌手・浜崎あゆみの楽曲をカヴァーしているアルバムで、中国の楽器である揚琴・二胡・琵琶を用いて演奏している。Princess China Music Orchestraの最初で最後のアルバムである。

## 収録曲
1. Voyage
2. Moments
3. INSPIRE
4. SEASONS
5. Dearest
6. No way to say
7. vogue
8. Fly high
9. Boys & Girls
10. ourselves
11. ℳ
12. HANABI
13. Voyage (Acoustic Version) ※Bonus Track